# József Vértesy
József Vértesy, född 19 februari 1901 i Sombor, död 21 december 1983 i Budapest, var en ungersk vattenpolospelare.
Vértesy blev olympisk guldmedaljör i vattenpolo vid sommarspelen 1932 i Los Angeles.